# Rainer Zitelmann
Rainer Zitelmann, né 14 juin 1957 à Francfort-sur-le-Main, est un historien, sociologue, entrepreneur et investisseur immobilier allemand. Rainer Zitelmann écrit également régulièrement des articles qui sont publiés dans le magazine français L'Express.

## Biographie
Rainer Zitelmann naît en 1957 à Francfort. Il est le fils d’Arnulf Zitelmann, écrivain et théologien. Durant sa scolarité, il est maoïste et, de 1978 à 1986, alors qu’il étudie l’histoire et les sciences politiques à l’université de technologie de Darmstadt (Premier examen d’État obtenu en 1983 et Deuxième examen d’État pour l’enseignement supérieur obtenu en 1987 « avec mention »), il est d’abord marxiste.
En 1986, Rainer Zitelmann obtient son doctorat à l’université de technologie de Darmstadt. Son directeur de thèse est Karl Otmar von Aretin, et la thèse porte le titre Hitler. Selbstverständnis eines Revolutionärs (Hitler. Autoportrait d’un révolutionnaire). L’obtention de ce doctorat lui donne le droit de porter le titre de Dr. phil. (« summa cum laude »). De 1987 à 1992, il est assistant scientifique auprès de Jürgen W. Falter à l’université libre de Berlin.
De 1992 à 1993, il est éditeur en chef des éditions Ullstein et Propyläen et membre de la direction. Peu après, il entre au quotidien Die Welt, où il prend la direction du sous-département « Monde des idées ». Rainer Zitelmann rejoint ensuite le secteur « Histoire contemporaine », puis le sous-département « Immobilier ».
En 2000, il fonde Dr.ZitelmannPB.GmbH, qui devient, au cours des années suivantes, une société importante sur le marché du conseil en communication des sociétés immobilières. En 2016, il vend la société. À partir de 2011, il publie plusieurs livres consacrés à la fixation d’objectifs, au succès et aux finances. L’ouvrage Setze dir größere Ziele (Fixe-toi des objectifs plus élevés) est traduit en plusieurs langues.
En 2016, Rainer Zitelmann obtient un doctorat en sciences politiques, devenant Dr. rer. pol. (magna cum laude), auprès de Wolfgang Lauterbach, à la Faculté de sciences économiques et sociales de l’université de Potsdam, avec la thèse Persönlichkeit und Verhaltensmuster der Vermögenselite in Deutschland (Personnalité et modèles de comportement de l’élite financière en Allemagne). L’étude paraît en 2017 sous le titre Psychologie der Superreichen (Psychologie des super riches) et en 2018 en anglais sous le titre The Wealth Elite. En 2017, il publie son autobiographie Wenn du nicht mehr brennst, starte neu! (Quand tu ne brûles plus, recommence !), dans lequel il présente les différentes étapes de sa vie (historien, journaliste, entrepreneur en relations publiques, investisseur) ainsi que sa transformation de maoïste à national-libéral.

## Publications historiques

### Hitlers Selbstverständnis als Revolutionär[Hitler: autoportrait d’un révolutionnaire]
Rainer Zitelmann a reconstitué, dans sa première thèse le mode de pensée d’Hitler, en particulier ses idées dans les sphères de la politique sociale, économique et intérieure. Un résultat de ses recherches a été qu’Hitler a eu une réflexion sur des thèmes de politique sociale et économique nettement plus intensive que ce que l’on supposait jusqu’à présent. Selon Rainer Zitelmann, des motifs inspirés par l’anticapitalisme et la révolution sociale ont plus largement inspiré la conception du monde d’Hitler que ce que l’on supposait jusqu’à présent. Rainer Zitelmann a également contesté l’avis jusqu’à présent prédominant dans la recherche selon lequel Hitler visait, comme objectif final, la restauration d’une « utopie agraire » prémoderne. Ses recherches ont montré que c’est le contraire. Hitler était un adepte convaincu de la société industrielle moderne et admirait même à plusieurs égards les États-Unis.
La modernisation provoquée par le national-socialisme n’était pas « sans intention », comme l’affirme la recherche jusqu’à présent, mais correspondait au projet d’Hitler. Dans les Annales (mai/juin 1988), l’ouvrage de Rainer Zitelmann a fait l’objet de la recension suivante : « Hitler, au terme de l’approche de Zitelmann, nous apparaît cohérent dans sa démarche politique et idéologique. Mais en même temps, curieusement, le Führer, malgré la netteté de ce profil idéologique, disparaît de nombre des dimensions de la prise de décision politique. Zitelmann nous appelle à réfléchir sur cette nouvelle ambiguïté. »

### Historisation du national-socialisme
Rainer Zitelmann a suscité la controverse avec l’ouvrage collectif Schatten der Vergangenheit [Les ombres du passé], publié en collaboration avec Eckhard Jesse et Uwe Backes. Les éditeurs s’y efforcent d’y donner suite à la revendication formulée en 1985 par Martin Broszat, qui réclame une historisation du national-socialisme. L’objectif de l’entreprise était, comme le soulignent les éditeurs dans leur introduction, l’« objectivation du traitement de l’époque nazie. […] Seule une historiographie résolument sobre, exempte d’échos moralisateurs, permet de mesurer la signification historique et politico-morale des crimes de masse perpétrés par le national-socialisme. »
Parmi les contributeurs à cet ouvrage, on notera Ernst Nolte, qui s’est une nouvelle fois exprimé au sujet de la querelle des historiens, mais aussi Imanuel Geiss , disciple de Fritz Fischer.

## Publications sociologiques

### Psychologie des super riches
En 2017 est parue l’étude de Rainer Zitelmann sur les grandes fortunes de plusieurs dizaines voire centaines de millions, sous le titre : Psychologie der Superreichen. Das verborgene Wissen der Vermögenselite [Psychologie des super riches. Le savoir caché des grandes fortunes]. Aux fins de l’étude, des entretiens approfondis ont été menés avec 45 individus très fortunés.

### Préjugés et stéréotypes au sujet des riches
En 2019 paraît le livre de Rainer Zitelmann Die Gesellschaft und ihre Reichen. Vorurteile über eine beneidete Minderheit [La société et ses riches. Préjugés au sujet d’une minorité jalousée]. Rainer Zitelmann critique le fait que la recherche scientifique sur les préjugés ne s’est pas penchée, jusqu’à présent, sur la minorité des riches. Son ouvrage se base sur une enquête internationale menée par les instituts Allensbach et Ipsos MORI en Allemagne, aux États-Unis, en Grande-Bretagne et en France. À partir de l’enquête, trois groupes ont été formés, les « jaloux sociaux », les « non-jaloux » et les « ambivalents ». En Allemagne, 33 % font partie du groupe des jaloux, en France 34 %, aux États-Unis 20 % et en Grande-Bretagne 18 %. Le coefficient de jalousie sociale indique le rapport entre jaloux et non-jaloux dans un pays. Une valeur de 1 signifierait que le nombre de jaloux et de non-jaloux est le même. Lorsque la valeur est inférieure à 1, le nombre de personnes qui ne ressentent aucune jalousie sociale prononcée prédomine ; lorsqu’elle est supérieure à 1, le nombre de personnes présentant une jalousie sociale prononcée prédomine. Le coefficient de jalousie sociale s’obtient en mettant en relation le groupe des jaloux sociaux et le groupe des non-jaloux. D’après ces chiffres, la jalousie sociale est la plus forte en France (1,26), suivie de l’Allemagne (0,97). Elle est nettement plus faible aux États-Unis (0,42) et en Grande-Bretagne (0,37). Le pouvoir de discrimination de ces catégories est avant tout démontré par le fait que les groupes des jaloux et des non-jaloux ainsi identifiés diffèrent également sensiblement lors du positionnement de dizaines d’autres affirmations. Ainsi, le groupe des jaloux a cité l’égoïsme, l’impitoyabilité, le matérialisme, l’arrogance, l’avidité, la froideur des sentiments et la superficialité comme les traits de personnalité les plus fréquents chez les riches. Seuls deux des 25 traits de personnalité les plus fréquemment mentionnés par les jaloux sociaux sont positifs, tandis que 23 sont négatifs. Les traits de personnalité les plus fréquents chez les riches du point de vue des non-jaloux étaient en revanche le travail, l’intelligence, l’audace, le matérialisme, l’ingéniosité et la pensée visionnaire.

## Engagement au sein du Parti libéral-démocrate (FDP)
Rainer Zitelmann, Heiner Kappel et Alexander von Stahl se sont efforcés, avec leur libéralisme national, de gagner en influence au sein du Parti libéral-démocrate (FDP). Rainer Zitelmann a été convié par le groupe parlementaire FDP au Bundestag et par la « Haus der Geschichte » à Bonn, le 8 décembre 1997, en tant qu’intervenant lors d’un symposium scientifique organisé à l’occasion du 100e siècle anniversaire de Thomas Dehler. Sa contribution a été publiée dans l’ouvrage du colloque Thomas Dehler und seine Politik, paru en 1998 aux éditions Nicolai-Verlag. Rainer Zitelmann est intervenu sur le thème « Thomas Dehler et Konrad Adenauer ». D’autres intervenants ont été Hildegard Hamm-Brücher, Wolfgang Mischnick, Hans-Dietrich Genscher et Wolfgang Gerhardt ainsi que Hermann Otto Solms, dont les contributions ont également été publiées dans l’ouvrage.
Depuis la fin des années 1990, Rainer Zitelmann a été fréquemment actif, pour la FDP, sur des thèmes liés à l’immobilier. Il a ainsi animé, en juillet 2006, le congrès REIT de la FDP, auquel Hermann Otto Solms avait convié. En 2014, Rainer Zitelmann a créé la « Liberale Immobilienrunde e.V. », table ronde libérale de l’immobilier proche de la FDP. Hermann Otto Solms a également rédigé la préface de l’autobiographie de Rainer Zitelmann en 2017.

## Recherche sur l'image de l'économie de marché et du capitalisme
Zitelmann a commandé une enquête internationale sur l'image de l'économie de marché et du capitalisme dans 34 pays, qui a été publiée dans ECONOMIC AFFAIRS. L'enquête a été menée aux États-Unis et dans des petits, moyens et grands pays d'Europe, d'Amérique du Sud, d'Afrique et d'Asie. Les enquêtes individuelles ont eu lieu entre juin 2021 et décembre 2022.
Dans six de ces pays seulement - la Pologne et les États-Unis en tête - les attitudes pro-capitalistes dominent. Bien que l'approbation du capitalisme augmente lorsque le mot "capitalisme" est omis (et seulement décrit), même dans ce cas, une attitude positive domine dans seulement sept pays sur 34. Les critiques les plus fréquemment formulées à l'encontre du capitalisme sont que celui-ci est dominé par les riches et qu'il conduit à des inégalités croissantes. Dans la plupart des pays, les personnes interrogées ayant des revenus et un niveau d'éducation plus élevés, les hommes et ceux qui se classent à droite de l'échiquier politique sont moins anticapitalistes ou plus pro-capitalistes que l'ensemble de la population. Dans 33 pays, les anticapitalistes ont tendance à être plus conspirationnistes que les pro-capitalistes.

## Publications
- Hitler. Selbstverständnis eines Revolutionärs. Berg, Hambourg 1987 ; 2e édition révisée et complétée : Klett-Cotta, Stuttgart 1989,  (ISBN 3-608-91578-8). (nouvelle édition élargie avec trois nouveaux essais de l’auteur), Lau Verlag, Reinbek 2017,  (ISBN 978-3-95768-189-8).
- Der Nationalsozialismus. En : Pipers Handbuch der politischen Ideen. édité par. Iring Fetscher et Herfried Münkler, Piper, Munich 1987, volume 5,  (ISBN 3-492-02955-8), p. 327–332.
- Adolf Hitler. Eine politische Biographie. Musterschmidt, Göttingen 1989,  (ISBN 3-7881-0135-0).
- (éd., avec Uwe Backes et Eckhard Jesse :) Die Schatten der Vergangenheit. Impulse zur Historisierung des Nationalsozialismus. Ullstein, Francfort/M. 1990,  (ISBN 3-549-07407-7).
- Adenauers Gegner. Streiter für die Einheit. Straube, Erlangen 1991,  (ISBN 3-927491-35-7).
- (éd., avec Michael Prinz :) Nationalsozialismus und Modernisierung. Wissenschaftliche Buchgesellschaft, Darmstadt 1991,  (ISBN 3-534-10886-8).
- (éd., avec Karlheinz Weißmann et Michael Großheim:) Westbindung. Chancen und Risiken für Deutschland. Propyläen Verlag, Berlin 1993,  (ISBN 3-549-05225-1).
- Wohin treibt unsere Republik? Ullstein, Francfort/M. 1994,  (ISBN 3-548-36641-4).
- (éd., avec Klemens von Klemperer et Enrico Syring:) "Für Deutschland". Die Männer des 20. Juli 1944. Ullstein, Francfort/M. 1996,  (ISBN 3-548-33207-2).
- (éd., avec Ronald Smelser, Enrico Syring) Die braune Elite. 22 biographische Skizzen. (deux volumes ; WB-Forum, volume 37) Wissenschaftliche Buchgesellschaft, Darmstadt 1999,  (ISBN 3-534-14460-0).
- Reich werden mit Immobilien. Direktinvestment, Immobilienfonds, Immobilienaktien. Haufe-Verlag, Planegg 2002,  (ISBN 3-448-05123-3).
- Vermögen bilden mit Immobilien. Sicher anlegen und Steuern sparen mit; Eigentumswohnungen, Mietshäusern, Immobilienfonds. Haufe-Verlag, Planegg 2004,  (ISBN 3-448-06356-8).
- Die Macht der Positionierung. Kommunikation für Kapitalanlagen. Immobilien Informationsverlag, Cologne 2005,  (ISBN 3-89984-137-9).
- Setze dir größere Ziele! Die Erfolgsgeheimnisse der Sieger. Berlin 2011,  (ISBN 978-3-942821-00-1).
- (éd.): Investieren in Sachwerte. Berlin 2011,  (ISBN 978-3-942821-08-7).
- Kommunikation ist Chefsache. Berlin 2012,  (ISBN 978-3-942821-12-4).
- Worte des Erfolges. Berlin 2012,  (ISBN 978-3-942821-09-4).
- Dare to Be Different and Grow Rich. Secrets of Self-Made People. Indus Source Books, Bombay 2012,  (ISBN 978-81-88569-37-3).
- Erfolgsfaktoren im Kraftsport: Mehr Muskeln mit Kompakttraining, Intensitätstechniken & mentaler Programmierung. Novagenics Verlag, Arnsberg 2014,  (ISBN 978-3-929002-52-2).
- Setze dir größere Ziele! Die Geheimnisse erfolgreicher Persönlichkeiten. Édition actualisée et augmentée, Redline Verlag, Munich 2014,  (ISBN 978-3-86881-560-3).
- Reich werden und bleiben: Ihr Wegweiser zur finanziellen Freiheit. FinanzBuch Verlag, Munich 2015,  (ISBN 978-3-89879-920-1).
- Psychologie der Superreichen. Das verborgene Wissen der Vermögenselite. FinanzBuch Verlag, Munich 2017,  (ISBN 978-3-95972-011-3).
- Wenn Du nicht mehr brennst, starte neu!: Mein Leben als Historiker, Journalist und Investor. FinanzBuch Verlag, Munich 2017,  (ISBN 978-3-95972-031-1).
- Kapitalismus ist nicht das Problem, sondern die Lösung. Eine Zeitreise durch fünf Kontinente. FinanzBuch Verlag, Munich 2018,  (ISBN 978-3-95972-088-5).
- The Wealth Elite: A groundbreaking study of the psychology of the super rich. Lid Publishing, Londres et New York 2018,  (ISBN 978-1-91149-868-1).
- The Power of Capitalism: A Journey Through Recent History Across Five Continents. Lid Publishing, Londres et New York 2018,  (ISBN 978-1-91255-500-0).
- Die Gesellschaft und ihre Reichen: Vorurteile über eine beneidete Minderheit. FinanzBuch Verlag, Munich 2019,  (ISBN 978-3-95972-163-9).
- New edition: Hitler's National Socialism. Management Books 2000, Oxford 2022,  (ISBN 978-1-852-52790-7). Version actualisée avec une préface : Sur l'historiographie récente d'Hitler et du national-socialisme (1996-2020)
- In Defense of Capitalism, Republic Book Publishers 2023,  (ISBN 978-1-64572-073-7)
- El Odio a Los Ricos, El Mercurio, Santiago 2023,  (ISBN 978-956-6260-05-9).

## Films de et avec Rainer Zitelmann
- Life Behind the Berlin Wall[7] (Awarded the “Audience Choice Award for Short Films” at the Anthem Film Festival 2022)
- Poland: From Socialism to Prosperty[8]
- Vietnam - Beating Poverty with Market Economy[9] (Awarded the "Best International Documentary Award" at the Anthem Film Festival 2025)